# الحرب الأهلية الإنجليزية
الحرب الأهلية الإنجليزية (1642-1651) هي سلسلة من الحروب الأهلية والمكائد السياسية دارت بين البرلمانيين (مدوري الرؤوس) والملكيين (الفرسان) بشأن حكم إنجلترا. حرّضت الحربان الأولى (1642-1646) والثانية (1648-1649) أنصار الملك تشارلز الأول ضد أنصار البرلمان الطويل، بينما شهدت الحرب الثالثة (1649-1651) قتالاً بين أنصار الملك تشارلز الثاني وأنصار البرلمان المتبقي. انتهت الحرب بانتصار البرلمانيين في معركة وورسيستر في الثالث من شهر سبتمبر عام 1651.
أدت الحرب إلى ثلاث نتائج: محاكمة وإعدام الملك تشارلز الأول (1649)، نفي نجله تشارلز الثاني (1651) واستبدال الملكية الإنجليزية بكومنولث إنجلترا أولاً (1649-1653) ثم بالمحمية تحت حكم أوليفر كرومويل (1653-1658) وابنه ريتشارد لفترة قصيرة (1658-1659). في إنجلترا، انتهى احتكار كنيسة إنجلترا للديانة المسيحية في البلاد، بينما اتحد المنتصرون في آيرلندا وخلقوا ما عُرف بالهيمنة البروتستانتية. أما دستورياً، خلقت الحرب سابقةً تاريخية، فلم يعد بإمكان الملك حكم البلاد بدون موافقة البرلمان، على الرغم من أن فكرة السيادة البرلمانية لم تُخلق بشكل قانوني حتى الثورة المجيدة عام 1688.

## اصطلاح
يظهر المصطلح «الحرب الأهلية الإنجليزية» في أكثر الأحيان بشكل فردي، أي باعتبارها حرباً واحدة، لكن المؤرخين يقسمون الصراع إلى حربين أو 3 حروب منفصلة. لم تقتصر تلك الحروب على إنجلترا، فكانت ويلز أيضاً جزءاً من مملكة إنجلترا وتأثرت بتلك الحروب. شملت تلك النزاعات الأهلية حروباً مع اسكتلندا وآيرلندا، بل حروباً أهلية ضمن هذين البلدين.
تُعرف الحروب التي دارت في البلدان الثلاثة بحروب الممالك الثلاث. في أوائل القرن التاسع عشر، أشار السير والتر سكوت إلى تلك الحروب بـ «الحرب الأهلية العظمى».
على عكس الحروب الأهلية الأخرى في إنجلترا، والتي دارت حول أحقية شخصٍ ما بالحكم، تمحورت الحروب الأهلية في الممالك الثلاث (إنجلترا، اسكتلندا، آيرلندا) حول الطريقة التي تُحكم من خلالها تلك الممالك. أطلقت موسوعة بريتانيكا عام 1911 مصطلح «التمرد الأعظم» على سلسلة النزاعات تلك، بينما يفضل بعض المؤرخين –أبرزهم ماركسيون مثل كريستوفر هيل (1912-2003) –مصطلح «الثورة الإنجليزية».

## جغرافيا
امتلك كلّ طرفٍ من الطرفين المتنازعين معاقلاً جغرافية، وذلك إما عن طريق ترهيب الأقليات وإسكاتها أو إجبارها على الهرب. سيطر الملكيون على الريف والمقاطعات ومدينة أكسفورد والمناطق الأخرى ذات النمو الاقتصادي الأقل في شمال وغرب إنجلترا. في المقابل، سيطر البرلمانيون على المراكز الصناعية والمرافئ والأقاليم المتطورة اقتصادياً في جنوب وشرق إنجلترا، وشملت مناطق سيطرتهم عدداً من المدن الكاتدرائية (ما عدا يورك وتشيستر وورسيستر). يقول ليسي بالدوين سميث «بدا أن كلمات مثل مأهول وغني ومتمرد ارتبطت مع بعضها».

## خلفية تاريخية

### حكم الملك
اندلعت الحرب الأهلية الإنجليزية عام 1642، أي خلال أقل من 40 سنة عقب وفاة الملكة إليزابيث الأولى. عند وفاة إليزابيث، خلفها ابن عمها ملك اسكتلندا جيمس السادس، وأصبح يُعرف باسم جيمس الأول ملك إنجلترا، وأوجد الملك بذلك أول اتحاد بين المملكتين الإنجليزية والاسكتلندية. اعتاد جيمس، بصفته ملكاً على الاسكتلنديين، ضعفَ البرلمان منذ تسلمه السلطة وفرض سيطرته على الحكومة الاسكتلندية عام 1583، وعندما استلم حكم إنجلترا، واجه الملك الجديد قيوداً مذلة من البرلمان الإنجليزي، الذي حاول فرض تلك القيود على الملك مقابل المال. على الرغم من ذلك، أدى إسراف الملك جيمس الشخصي إلى كونه مفلساً معظم الأوقات، واضطر إلى اللجوء للبرلمان باعتباره مصدراً إضافياً للمال.
على الرغم من إسرافه، كان عهد جيمس هادئاً ومسالماً، وعند تولي ابنه تشارلز الأول العرش عام 1625، شهدت المملكتان فترة من السلام النسبي، سواء على المستوى الداخلي أو على مستوى علاقتهما مع بعضهما. حذى تشارلز حذو والده وأمل بتوحيد ممالك إنجلترا واسكتلندا وآيرلندا وتكوين مملكة واحدة. شكك الكثير من البرلمانيين الإنجليز في هذه الخطوة، وتخوفوا من ظهور مملكة واحدة مدعين أنها ستدمر التقاليد الإنجليزية القديمة التي حدّدت الملكية الإنجليزية. وبما أن تشارلز ورث العرش عن أبيه –الذي وصف الملوك على أنهم «الآلهة الصغرى على الأرض»، وأن الله اختارهم للحكم بما يتوافق مع شريعة حق الملوك الإلهي –لذا تُعتبر شكوك البرلمانيين مُبررة بعض الشيء.

### البرلمان في الإطار الدستوري الإنجليزي
في تلك الفترة، لم يكن لبرلمان إنجلترا دورٌ دائم وكبير في نظام الحكم الإنجليزي، وبدلاً من ذلك، عمل البرلمان بصفته لجنةً استشارية مؤقتة ويُستدعى فقط عندما يرغب الملك بذلك. وعندما يُستدعى البرلمان، يظل وجوده مرهوناً برغبة الملك، باعتبار البرلمان خاضعاً للحل من طرف الملك متى يشاء.
على الرغم من هذا الدور المحدود للبرلمان، استطاع الأخير، على مر القرون، تحصيل قوّة ملحوظة بحكم الأمر الواقع، وكانت لتلك القوة حضورٌ لم يستطع الملوك تجاهله بكلّ بساطة. بالنسبة للملك، تمثلت قوة البرلمان بقدرته على رفع عائدات الضرائب بشكل يفوق أي مصدرٍ للإيرادات تحت تصرّف الملك. بحلول القرن السابع عشر، نبعت قوة البرلمان –المتمثلة برفع الضرائب –من كون النبلاء الطبقة الوحيدة التي تملك القدرة والسلطة على جمع وإرسال أجود أشكال الضرائب المتاحة على المستوى المحلي في تلك الفترة. فإذا أراد الملك جمع العائدات بطريقة سلسلة، فهو بحاجة إلى تعاون طبقة النبلاء معه. أما مصادر العرش الملكي القانونية، فكانت محدودة حتى بالمعايير الحديثة، فإذا رفضَ النبلاء مثلاً تجميع ضرائب الملك على مستوى البلاد، سيفقد الملك كل السبل والطرق العملية التي تلزمهم بذلك.
منذ القرن الثالث عشر، أمر الملوك بانتخاب نواب لمجلس العموم، وكان أكثر النواب حصولاً على الأصوات هم أصحاب الممتلكات، لكن باستطاعة كل ذكرٍ معيلٍ لأسرة الاقتراع في بعض الأقاليم الانتخابية. عندما جُمع المجلس مع مجلس اللوردات، شكّل النواب المُنتخبون برلماناً. يسمح مبدأ البرلمان إذاً للنواب من طبقة مُلّاك العقارات بالالتقاء، بشكل أولي ومن وجهة نظر الملك على الأقل، والموافقة على أي ضريبة يرغب الملك بجباية عائداتها. وأثناء تلك اللقاءات، بإمكان النواب مناقشة أو تصديق القرارات والتشريعات. في المقابل، افتقد البرلمان إلى السلطة التي تُرغم الملك على الامتثال لرغبة البرلمان، وكانت سلطته الوحيدة هي التلويح والتهديد بتقييد السبل المالية التي تتطلبها مخططات الملك أو حجزها.

### مخاوف البرلمان وعريضة الحقوق
أثيرت العديد من المخاوف حول زواج تشارلز في عام 1625 من أميرة فرنسية رومانية كاثوليكية: هنريتا ماريا. رفض البرلمان منحه الحق التقليدي بتحصيل الرسوم الجمركية طوال فترة حكمه، وقرر بدلًا من ذلك منحه الحق بصفة مؤقتة فقط والتفاوض معه.
في الوقت نفسه، قرر تشارلز إرسال قوة استكشافية لإغاثة جماعة هوغونوتيون الفرنسية التي حاصرتها القوات الملكية الفرنسية في لا روشيل. من المحتمل أن هذا الدعم العسكري للبروتستانت في القارة قد خفف من حدة المخاوف بشأن زواج الملك من امرأة كاثوليكية. بيد أن إصرار تشارلز على منح قيادة القوة الإنجليزية إلى الحاكم المفضل لديه جورج فيليرز، دوق بكنغهام  -الذي لا يحظى بالشعبية- قد قوض هذا التأييد. لسوء حظ تشارلز وبكنغهام، باءت حملة الإغاثة بفشلٍ ذريع (1627)، وبدأ البرلمان المعادي مسبقًا لبكنغهام لاحتكاره الرعاية الملكية إجراءات سحب الثقة ضده. جاء رد تشارلز بحل البرلمان. أنقذ هذا الأمر بكنغهام لكنه أثبت الانطباع بأن تشارلز أراد تجنب التمحيص البرلماني لوزرائه.
بعد حله للبرلمان وعجزه عن جمع الأموال بدونه، شكل الملك برلمانًا جديدًا عام 1628. (تضمن الأعضاء المنتخبين أوليفر كرومويل، وجون هامبدن، وإدوارد كوك). وضع البرلمان الجديد مسودة عريضة حقوق قَبِلَها تشارلز كتنازل للحصول على المساعدة المالية. أشارت العريضة إلى الوثيقة العظمى (ماجنا كارتا)، لكنها لم تمنح تشارلز الحق بتحصيل ضريبة الحمولة والوزن التي كان يجمعها دون إذن برلماني منذ عام 1625. سُجن العديد من أعضاء المعارضة النشطين ما أشعل غضبًا عارمًا؛ وتوفي أحدهم، جون إليوت، في السجن وأصبح يُعرف بكونه شهيد حقوق البرلمان.

### حكم شخصي
تجنب تشارلز الدعوة لعقد البرلمان خلال السنوات العشر التالية، وهي الفترة المعروفة باسم «الحكم الشخصي لتشارلز الأول» أو «استبداد الأحد عشر عامًا». خلال هذه الفترة، رُسمت سياسات تشارلز على أساس افتقاره للمال. أولا وقبل كل شيء، ولتجنب البرلمان تحتم على الملك أن يتجنب الحرب. عقد تشارلز السلام مع فرنسا وإسبانيا، ما أنهى فعليًا مشاركة إنجلترا في حرب الثلاثين عامًا. لكن ذلك بحد ذاته كان قاصرًا جدًا عن تحقيق التوازن في شؤون التاج المالية.
لجأ تشارلز إلى وسائل أخرى بسبب عدم قدرته على جمع الإيرادات بدون البرلمان وعدم رغبته بعقده. إحدى تلك الوسائل تمثلت بإحياء الاتفاقيات التي عفا عليها الزمن. على سبيل المثال، أصبح عدم الحضور والحصول على وسام الفروسية خلال تتويج تشارلز مخالفة تُدفع غرامتها إلى التاج. حاول الملك أيضًا زيادة الإيرادات من خلال أموال السفن، وطالب في الفترة 1634-1636 المقاطعات الإنجليزية الداخلية بدفع ضريبة للبحرية الملكية لمواجهة تهديد القراصنة والسفن الحربية في القناة الإنجليزية. دعم القانون المعمول به سياسة المقاطعات الساحلية والموانئ الداخلية مثل لندن التي تدفع أموال السفن في أوقات الحاجة، ولكن لم يتم تطبيقها على المقاطعات الداخلية من قبل. تجاهلتها السلطات لقرون، واعتبرها الكثيرون ضريبة أخرى غير برلمانية وغير قانونية، ما دفع بعض الرجال البارزين إلى رفض دفعها. أصدر تشارلز دعوى قضائية ضد جون هامبدن لعدم الدفع، وعلى الرغم من أن خمسة قضاة من بينهم السير جورج كروك قد أيدوا هامبدن، إلا أن سبعة قضاة حكموا لصالح الملك في عام 1638. ثار سخط واسع النطاق إثر الغرامات المفروضة على الأشخاص الذين رفضوا دفع أموال السفن السفينة ووقفوا ضدها لعدم مشروعيتها.
خلال «حكمه الشخصي» استفز تشارلز معظم العداوات من خلال إجراءاته الدينية. كان يؤمن بالكنيسة الإنجليكانية العليا، وهي نسخة مقدسة من كنيسة إنجلترا تستند لاهوتيًا إلى عقيدة الأرمينيانية التي يتشاركها مع مستشاره السياسي الرئيسي، رئيس الأساقفة وليم لود. في عام 1633، عين تشارلز لود رئيس أساقفة كانتربيري وبدأ بجعل الكنيسة أكثر شعائرية، واستبدل طاولات القداس بمذابح حجرية. اتهم المتشددون لود بإعادة إدخال الكاثوليكية، وعندما عبروا عن شكواهم أمر باعتقالهم. في عام 1637، قُطعت آذان جون باستويك، وهنري بيرتون، وويليام برين لكتابة منشورات تهاجم آراء لود، وهي عقوبة نادرة للرجال الجنتلمان وكانت مدعاة للغضب والسخط. علاوة على ذلك، أعادت السلطات الكنسية إحياء القوانين منذ عهد إليزابيث الأولى حول المواظبة على حضور الكنيسة وفرضت غرامة على المتشددين لعدم حضورهم القداس الأنجليكانية.

### التمرد في اسكتلندا
جاءت نهاية حكم تشارلز المستقل عندما حاول تطبيق السياسات الدينية ذاتها في اسكتلندا. تتمتع كنيسة اسكتلندا، المكرهة على نظام الحكم الأسقفي، بتقاليد مستقلة. أراد تشارلز كنيسة موحدة في جميع أنحاء بريطانيا وقدم نسخة أنجليكانية جديدة من كتاب الصلاة المشتركة الإنجليزي إلى اسكتلندا منتصف عام 1637. حورب هذا الأمر بعنف. واندلعت أعمال شغب في إدنبرة يُزعم أنها ابتُدئت على يد جيني غيديس التي رمت بكرسي على رأس الكاهن في كاتدرائية سانت جايلز. في فبراير 1638، صاغ الاسكتلنديون اعتراضاتهم على السياسة الملكية ضمن الميثاق الوطني. اتخذت هذه الوثيقة شكل «احتجاج مُخلِص» رافضةً كل البِدع التي لم تسبرها أولاً البرلمانات الحرة والجمعيات العامة للكنيسة.
في ربيع عام 1639 ، رافق الملك تشارلز الأول قواته إلى الحدود الاسكتلندية لإنهاء التمرد المعروف باسم حروب الأساقفة، ولكن بعد حملة غير حاسمة، وافق على الهدنة الاسكتلندية المعروضة: تهدئة بيرويك. لم تدم هذه الهدنة طويلًا، إذ تبعتها حرب ثانية منتصف عام 1640. هزم الجيش الإسكتلندي قوات تشارلز في الشمال، ثم استولى على نيوكاسل. وافق تشارلز في النهاية على عدم التدخل في ديانة اسكتلندا ودفع نفقات حرب الاسكتلنديين.

### عزل البرلمان الإنجليزي
احتاج تشارلز إلى قمع التمرد في اسكتلندا لكنه لم يمتلك المال الكافي للقيام بذلك. كان بحاجة إلى الحصول على المال من البرلمان الإنجليزي المنتخب حديثًا عام 1640. استغلت جماعته ذات الأغلبية، بقيادة جون بيم، طلب المال هذا كفرصة لمناقشة المظالم ضد التاج ومعارضة فكرة الغزو الإنجليزي لاسكتلندا. اعترض تشارلز على إهانة الذات الملكية (الإساءة إلى الحاكم- lèse-majesté) وحل البرلمان بعد أسابيع قليلة فقط؛ ومن هنا جاء اسمه «البرلمان القصير».
بدون دعم البرلمان، هاجم تشارلز اسكتلندا مرة أخرى، وخرق الهدنة في بيرويك وهُزم هزيمة نكراء. واصل الاسكتلنديون غزو إنجلترا، واحتلوا نورثمبرلاند وودرم. في هذه الأثناء، كان توماس وينتورث، فيكونت وينتورث الأول -أحد كبار مستشاري تشارلز- قد ترقى إلى منصب نائب لورد أيرلندا عام 1632، وأمّن الإيرادات التي كان تشارلز بأمس الحاجة إليها من خلال إقناع طبقة النبلاء الكاثوليكية الأيرلندية بدفع ضرائب جديدة مقابل التنازلات الدينية الموعودة.
في عام 1639، استدعى تشارلز وينتورث إلى إنجلترا، وفي عام 1640 نصبه كإيرل سترافورد في محاولة لدفعه لتحقيق نتائج مماثلة في اسكتلندا. بيد أن هذه المرة كانت أقل نجاحًا وهربت القوات الإنجليزية من الميدان في مواجهتها الثانية مع الاسكتلنديين في عام 1640. تم احتلال كامل شمال إنجلترا تقريبًا وأجبر تشارلز على دفع 850 جنيهًا إسترلينيًا يوميًا لمنع الاسكتلنديين من التقدم. لو لم يفعل ذلك لكانوا قد نهبوا وأحرقوا مدن وبلدات شمال إنجلترا.
كل هذا وضع تشارلز في حالة مالية بائسة. بصفته ملك اسكتلندا، كان عليه إيجاد المال لدفع أجور الجيش الإسكتلندي في إنجلترا؛ وكملك إنجلترا، كان عليه تأمين المال لدفع لجيش إنجليزي وتجهيزه للدفاع عن إنجلترا. وأخفقت وسيلته في زيادة العائدات الإنجليزية بدون برلمان إنجليزي. في ضوء ذلك، ووفقًا لنصيحة المجلس الأكبر أو ماغنوم كونسيليوم (باللاتينية: Magnum Concilium، مجلس اللوردات إنما دون مجلس العموم، فهو ليس ببرلمان) رضخ تشارلز أخيرًا للضغط وعقد برلمانًا إنجليزيًا آخرًا في نوفمبر 1640.

## الحرب الأهلية الأولى
اندلعت الحرب الأهلية الأولى (1642-1646) بين أنصار الملك تشارلز الأول من جهة وجيش البرلمانيين والاسكتلنديين (حلفائهم الجدد) من جهة أخرى. في نفس السنة 1645 م منيت القوات الملكية بهزيمة في نيزبي. وجد تشارلز نفسه معزولا فقام في العام التالي (1646 م) بتسليم نفسه للاسكتلنديين، والذي سلموه بدورهم إلى البرلمانيين.

## الحرب الأهلية الثانية
استطاع تشارلز الأول الفرار سنة 1647 م، لتندلع الحرب الأهلية الثانية، كان الملك قد أقام تحالفا جديدا مع الاسكتلنديين، في مقابل إعطائهم بعض الحريات الدينية، إلا أن قائد الثوار أوليفر كرومويل استطاع أن يحسم الموقف بصورة نهائية هذه المرة عام 1648 م. قام الأخير بعقد جلسة خاصة للبرلمان، بعد أن تم انتقاء أعضائه من بين أنصار الثوريين، أصدر حكم بإعدام الملك، لتضرب عنقه في وايتهل، بالقرب من وستمنستر عام 1649م.

## كومنولث إنجلترا
أسس أوليفر كرومويل (1599 – 1658 م) في شهر أيار من العام 1653 كومنولث إنجلترا الحر وترأسه، وما لبث أن هزم الملكيين الثائرين والقوات الإيرلندية. بعد ذلك تم تعيين كرومويل في كانون الأول عام 1653 م حامياً للوردية الإنكليزية والاسكوتلندية والأيرلندية